# G1 시청자세상
G1 시청자세상은 G1 TV에서 방송하고 있는 프로그램이다.

## 기획 의도
이런 문제를 이렇게 개선 했으면 한다는 의견 및 이렇게 행동하고 생각하면 우리 사회를 좀 더 밝고 건강하게 만들고 시청자들의 가슴 절절한 사연이 있고, 사회통념상 지나쳐버렸던 일에 관심을 기울이는 뜻으로 시청자들의 작지만 큰 노력, 바로 그런 모습을 통해 이 사회를 변화시키고자 하는 프로그램이다.